# Steinakirchen am Forst
Steinakirchen am Forst ist eine Marktgemeinde mit 2292 Einwohnern (Stand 1. Jänner 2025) im Bezirk Scheibbs in Niederösterreich.

## Geografie
Steinakirchen am Forst liegt im Mostviertel in Niederösterreich. Die Fläche der Marktgemeinde umfasst 34,96 Quadratkilometer. 25,22 Prozent der Fläche sind bewaldet.
Die Marktgemeinde Steinakirchen kooperiert mit den Nachbargemeinden Wang und Wolfpassing eng in mehreren Gemeindeverbänden. Diese sind unter anderem für die Erhaltung der Schulen, den Betrieb des Freizeitzentrums und die Herausgabe einer Gemeindeinformation verantwortlich. Steinakirchen ist als eine von sechs Gemeinden mit 30 % am interkommunalen Betriebsgebiet kleines Erlauftal beteiligt.
Steinakirchen ist Mitglied beim Kulturpark Eisenstraße.

### Gemeindegliederung
Das Gemeindegebiet umfasst folgende 29 Ortschaften (in Klammern Einwohnerzahl Stand 1. Jänner 2025):
- Altenhof (57)
- Amesbach (21)
- Brandstatt (18)
- Dürnbach (21)
- Edla (32)
- Edelbach (30)
- Ernegg (14)
- Felberach (30)
- Götzwang (146)
- Haberg (57)
- Hausberg (37)
- Kerschenberg (10)
- Kleinreith (5)
- Knolling (154)
- Lonitzberg (91)
- Oberstampfing (20)
- Ochsenbach (38)
- Oedt (13)
- Oed bei Ernegg (62)
- Reith bei Weinberg (31)
- Schönegg (48)
- Schollödt (28)
- Steinakirchen am Forst (917)
- Straß (12)
- Stritzling (46)
- Unterstampfing (25)
- Windpassing (47)
- Zehetgrub (39)
- Zehethof (243)

Die Gemeinde besteht aus den Katastralgemeinden Außerochsenbach, Ernegg, Lonitzberg, Steinakirchen am Forst und Zehetgrub.

### Nachbargemeinden
| Ferschnitz   | Blindenmarkt                                | Neumarkt an der Ybbs    |
| Wang         | Kompassrose, die auf Nachbargemeinden zeigt | Wolfpassing             |
| Gresten-Land | Reinsberg                                   | Purgstall an der Erlauf |

## Geschichte
Im Altertum war das Gebiet Teil der Provinz Noricum.
Nach der Eroberung des Awarenreiches durch den fränkischen Kaiser Karl den Großen bekam das Kloster Mondsee den Ort, richtete hier ein Missionszentrum für das neue Baierische Ostland ein und besiedelte es mit Leuten aus dessen Umgebung. Erstmals urkundlich erwähnt wurde Steinakirchen („Steininachiricha“) am 14. Oktober 979 in einer Urkunde Kaiser Ottos II. Daraus geht hervor, dass der Ort durch Bischof Wolfgang von Regensburg nach den Ungarneinfällen wiederbesiedelt wurde. Das Original der Urkunde ist im Bayerischen Hauptstaatsarchiv zu finden.
Der Name Steinakirchen stammt von der steinernen Kirche – damals die einzige, da rundum die Kirchen aus Holz gebaut wurden. Rund um das Jahr 1100 wurden im Mondseer Güterverzeichnis (Codex traditionum) die Pfarrgrenzen von Steinakirchen anhand folgender Grenzpunkte festgeschrieben: Kemmelbach, Ströblitz, Holzing, Große Erlauf, Schaubach, Sichau, Gstreit (Feichsen Nr. 32), Feichsenbach, Klausbach, Pockaubach, Ötscher, die Grenze zur Steiermark, schwarze Ois bzw. kleine Ybbs, ein Steintisch/Kultstein südlich von Randegg, Randegger Hochkogl, Ferschnitzbach, Ybbsfluß. In diesem Pfarrgebiet lagen die heute eigenständigen Pfarren Wieselburg, Reinsberg, Gresten, Gaming und Lunz sowie die Gemeinden der noch bestehenden Pfarre Steinakirchen (Steinakirchen am Forst, Wolfpassing und Wang).
1652 war der überwiegende Teil der Steinakirchner Bevölkerung protestantisch. In der zweiten Hälfte des 17. Jahrhunderts wanderten mehr als 200 Protestanten aus Steinakirchen nach Franken aus.
1665 werden die Geyer von Edelbach (auch Edelpach, Edlpach) Kaiser Leopold I. in den Freiherrnstand erhoben.
Im Rahmen der zweiten Wiener Türkenbelagerung 1683 erreichten türkische Truppen am 18. Juli 1683 Steinakirchen und brannten Kirche und Ort nieder. Die Übergriffe kamen überraschend, für den Vormittag dieses Tages ist sogar noch eine Trauung in den Matriken eingetragen. Durch die Brände gingen die Privilegien des Marktes verloren, welche 1699 erneuert wurden und nun auch einen Jahrmarkt am Michaelifest anführten.
1713 wütete die Pest im Gebiet der Pfarre Steinakirchen und forderte zahlreiche Todesopfer.
Im Jahr 1866 erschütterte ein Großbrand den Ort, als am 2. Juni aus ungeklärter Ursache ein Hausbrand entstand, der Dach und Turm der Kirche sowie die Schule und 13 Häuser zerstörte.

Maifeier 1938 der NSDAP Steinakirchen am Forst

Bereits ab 1925 kam es in Steinakirchen zu nationalsozialistischen Versammlungen. Bei der Landtagswahl 1932 erzielte die NSDAP 23,75 % der Stimmen. Zwei Träger des Blutordens sowie die höchste Anzahl (sechs) an Mitgliedern in der Österreichischen Legion im gesamten Bezirk Scheibbs belegen starke illegale nationalsozialistische Aktivitäten während des Verbotes der NSDAP ab 1933. Während des Nationalsozialismus 1938 bis 1945 nahmen Steinakirchner führende Rollen in der Kreisleitung Scheibbs ein (Kreisbauernführer, Kreisbeauftragter f. Kriegsopfer). Zumindest zwei Mitglieder der IKG Ybbs/Amstetten aus Steinakirchen fielen der Shoah zum Opfer. Mehrere Nationalsozialisten aus Steinakirchen wurden vom Volksgericht verurteilt: Leopold Winterer (Todesstrafe), Johann Parzizek (Kerkerstrafe), Johann Hartmann (Kerkerstrafe), Johann Baumgartner (Kerkerstrafe).
Während des Zweiten Weltkrieges sind 106 Männer aus den Katastralgemeinden von Steinakirchen im Krieg gefallen.

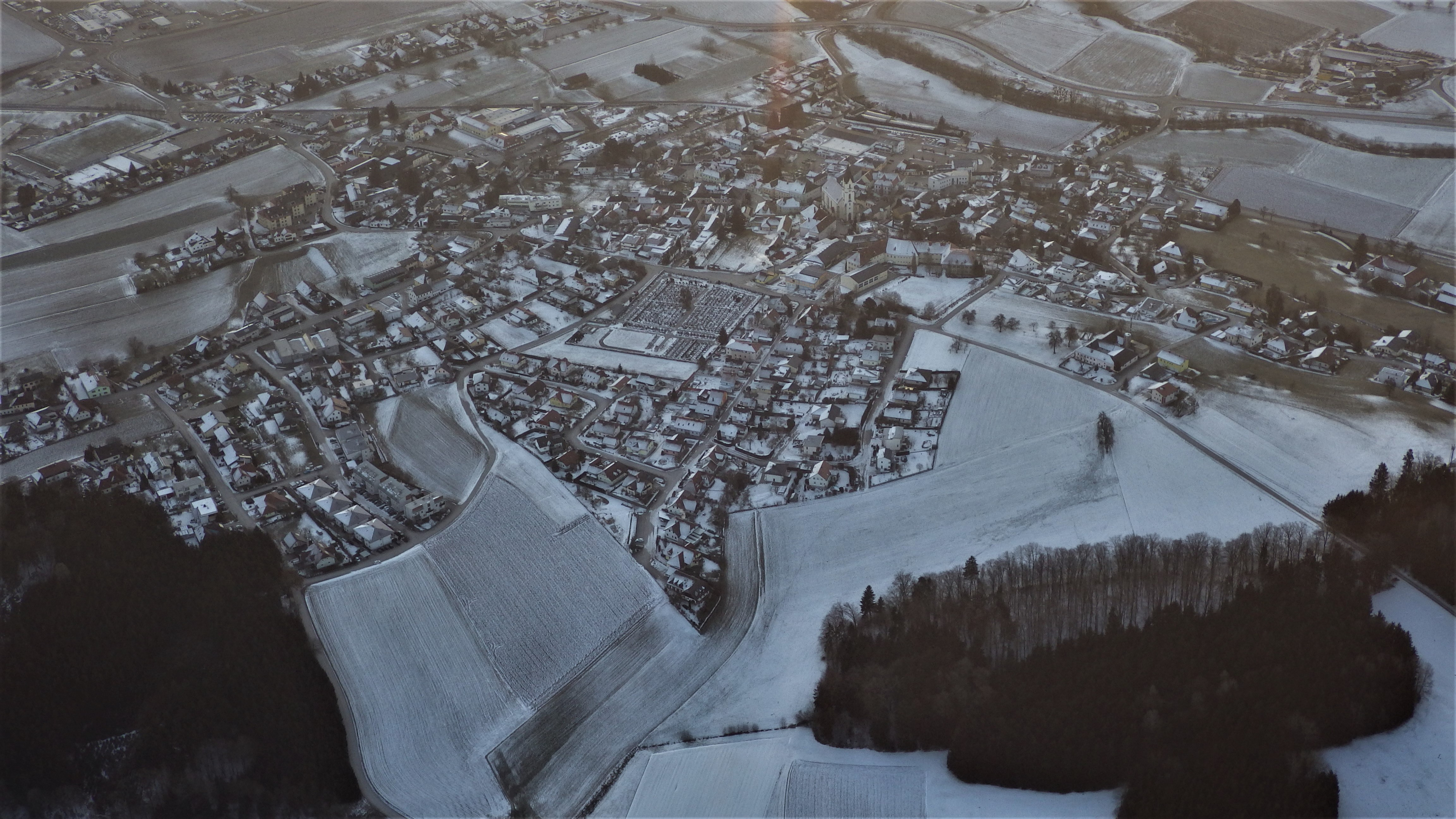
Steinakirchen am Forst im Februar 2021 am frühen Morgen vom Heißluftballon aus

Am 1. Jänner 1967 wurde die Gemeinde Ernegg zu Steinakirchen am Forst eingemeindet. Es folgten die Gemeinde Lonitzberg am 1. Jänner 1970 und schließlich am 1. Jänner 1971 Außerochsenbach und Zehetgrub.
Im Jahr 1975 wurde mit zahlreichen Veranstaltungen das 1000-jährige Bestehen von Steinakirchen gefeiert. Das Jahr 1975 wurde gewählt, da die Besiedlung der Gegend im Zeitraum 965 bis 975 vermutet wird. An den Feierlichkeiten nahmen auch Bundespräsident Rudolf Kirchschläger sowie Landeshauptmann Andreas Maurer teil.
In den Jahren 2009 bis 2010 wurde die Volksschule erweitert. In diesem Zubau wurde auch die Musikschule samt einem großen Veranstaltungssaal (Kultursaal) untergebracht. 2014 wurde ein neues Feuerwehrhaus am nördlichen Ortsrand (Lehmhäusl) mit direktem Anschluss an die Nordumfahrung in Betrieb genommen. In unmittelbarer Nachbarschaft zum Feuerwehrhaus wurde im September 2017 der neue Kindergarten am Standort Lehmhäusl eröffnet.
2023 wurde die Volksschule generalsaniert und auf 12 Klassen erweitert. Während der zweijährigen Umbauphase war die Volksschule im Schloss Wolfpassing untergebracht. Im selben Jahr wurde im Ort Steinakirchen ein Glasfasernetz errichtet.

## Bevölkerung

### Bevölkerungsentwicklung
| Steinakirchen am Forst: Einwohnerzahlen von 1869 bis 2024 | Steinakirchen am Forst: Einwohnerzahlen von 1869 bis 2024 | Steinakirchen am Forst: Einwohnerzahlen von 1869 bis 2024 | Steinakirchen am Forst: Einwohnerzahlen von 1869 bis 2024 | Steinakirchen am Forst: Einwohnerzahlen von 1869 bis 2024 |
| --------------------------------------------------------- | --------------------------------------------------------- | --------------------------------------------------------- | --------------------------------------------------------- | --------------------------------------------------------- |
| Jahr                                                      |                                                           |                                                           |                                                           | Einwohner                                                 |
| 1869                                                      | 1869                                                      |                                                           | 1.826                                                     | 1.826                                                     |
| 1880                                                      | 1880                                                      |                                                           | 1.872                                                     | 1.872                                                     |
| 1890                                                      | 1890                                                      |                                                           | 1.864                                                     | 1.864                                                     |
| 1900                                                      | 1900                                                      |                                                           | 1.861                                                     | 1.861                                                     |
| 1910                                                      | 1910                                                      |                                                           | 1.837                                                     | 1.837                                                     |
| 1923                                                      | 1923                                                      |                                                           | 1.808                                                     | 1.808                                                     |
| 1934                                                      | 1934                                                      |                                                           | 2.003                                                     | 2.003                                                     |
| 1939                                                      | 1939                                                      |                                                           | 1.919                                                     | 1.919                                                     |
| 1951                                                      | 1951                                                      |                                                           | 1.962                                                     | 1.962                                                     |
| 1961                                                      | 1961                                                      |                                                           | 1.953                                                     | 1.953                                                     |
| 1971                                                      | 1971                                                      |                                                           | 2.091                                                     | 2.091                                                     |
| 1981                                                      | 1981                                                      |                                                           | 2.119                                                     | 2.119                                                     |
| 1991                                                      | 1991                                                      |                                                           | 2.319                                                     | 2.319                                                     |
| 2001                                                      | 2001                                                      |                                                           | 2.370                                                     | 2.370                                                     |
| 2011                                                      | 2011                                                      |                                                           | 2.267                                                     | 2.267                                                     |
| 2021                                                      | 2021                                                      |                                                           | 2.329                                                     | 2.329                                                     |
| 2024                                                      | 2024                                                      |                                                           | 2.304                                                     | 2.304                                                     |
| Quelle(n): Statistik Austria, Gebietsstand 1.1.2021       |                                                           |                                                           |                                                           |                                                           |

### Religionen
Die Mehrheit der Einwohner ist römisch-katholisch (96,5 %), konfessionslos (1,6 %) und evangelisch (0,9 %) stellen die zweit- bzw. drittgrößte Gruppierung dar.

## Kultur und Sehenswürdigkeiten

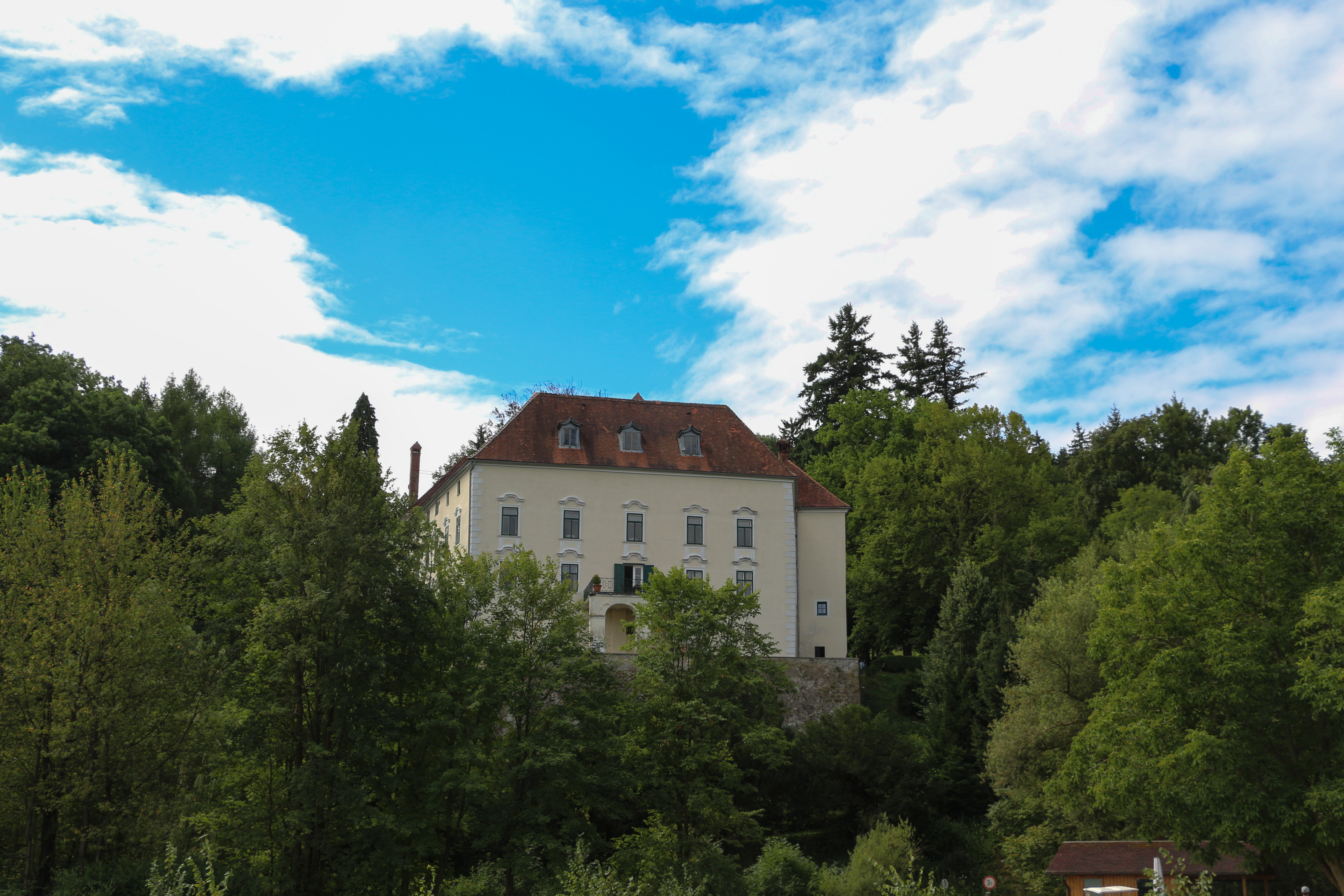
Schloss Ernegg

### Bauwerke
- Marktplatz (1934–1938 Dollfuß-Platz[25], 1938–1945 Adolf-Hitler-Platz[26]) mit historischem Häuser-Ensemble und dem historischen Pranger (datiert mit 1716).[27]
- Katholische Pfarrkirche Steinakirchen am Forst hl. Michael, mit der Seltenheit einer umlaufenden Empore und danebenliegender spätmittelalterlicher Pfarrhof
- Altes Rathaus[28]
- Schloss Ernegg
- Mostviertler Sonnwendkreis[29]
- Sagenumwobener antiker Granitblock „Steinursch“ in Zehethof
- Heiligenbrunn-Kapelle an einer ehemaligen Heilquelle[30]
- Burgerstegkappelle (an der Kleinen Erlauf): Wegkapelle mit gestuftem Zeltdach, bezeichnet 1713
- Nepomukstatue (unterer Markt): auf figural reliefiertem Postament aus dem Jahr 1722
- Schönberg-Bankerl: Installation mit Bank zum Verweilen in Erinnerung an den Aufenthalt von Arnold Schönberg in Steinakirchen im Sommer 1909 im „Hedwigshof“ (Familie Braun).[31] Das Schönberg-Bankerl wurde im Juni 2012 im Rahmen einer Schönbergwoche feierlich eröffnet.[32]
- Salettl zum grünen Baum: historisches Salettl im Ortszentrum, welches als Veranstaltungsort genutzt wird.[33]

### Regelmäßige Brauchtumsveranstaltungen
- Maifest am Marktplatz
- Sommer- und Wintersonnenwende am Mostviertler Sonnwendkreis Jun./Dez.
- Frühlingskirtag 2. Sonntag im April
- Marktfest Ende Juli (1986 bis 2011, 2016 bis 2019)
- Michaelikirtag – Ende September/Anfang Oktober
- Krampusrummel am Marktplatz

### Vereinsleben
In der Gemeinde Steinakirchen sind zahlreiche Vereine aktiv, viele davon als gemeindeübergreifende Vereine mit den Pfarrgemeinden Wang und Wolfpassing, unter anderem:
- Alpenverein
- Berg- und Naturwacht
- Bildungs- und Heimatwerk
- Blasmusikverein Steinakirchen
- Dorfernerungsverein Steinakirchen Aktiv
- Förderverein der Musikschule VivaLaMusica
- Kameradschaftsbund
- Katholische Jugend und Jungschar
- Landjugend Steinakirchen
- ÖTSU und TTSV Steinakirchen
- Volkstanzgruppe und Seniorenvolkstanzgruppe

## Wirtschaft und Infrastruktur

### Arbeitsmarkt
Nichtlandwirtschaftliche Arbeitsstätten gab es im Jahr 2001 70, land- und forstwirtschaftliche Betriebe nach der Erhebung 1999 165. Die Zahl der Erwerbstätigen am Wohnort betrug nach der Volkszählung 2001 1.103. Die Erwerbsquote lag 2001 bei 47,51 Prozent. Nennenswerte industrielle Betriebe konnten sich in Steinakirchen nicht nachhaltig etablieren. Einige wenige vormals existierende Industriebetriebe (Möbelerzeugung Pitlicek, Holzverarbeitung Leitner) sind seit vielen Jahren stillgelegt.

### Betriebe
In der Ortsmitte betreiben Spar und Billa Lebensmittelmärkte. Weiters gibt es zwei Bäckereien im Ort und einen Fleischhauer. Am zentral gelegenen Marktplatz befinden sich ein traditionelles Gasthaus und zwei Café-Bäckereien. Im Festsaal der Gemeinde befindet sich seit Dezember 2024 ein Gasthaus mit traditioneller österreichischer Kost. In Ernegg befindet sich das Restaurant des Golfclubs Schloss Ernegg.
Im Jahre 2008 wurde in der Nachbargemeinde Wolfpassing ein interkommunales Betriebsgebiet errichtet, in dem sich Firmen verkehrsgünstig ansiedeln können. 2012 wurde das Betriebsgebiet in Kooperation mit der Landesagentur Ecoplus um 30 Hektar erweitert. Nach mehreren Jahren Leerstand siedeln sich seit 2017 sukzessive Firmen im Wirtschaftspark an.
Im Gemeindegebiet von Steinakirchen betreibt Prodes eine Baurestmassendeponie.

### Verkehr
- Straßenverkehr: Steinakirchen ist durch die L89 (von Zarnsdorf kommend weiter nach Senftenegg), L96 (Südumfahrung Richtung Wang) sowie L97 (Nordumfahrung Richtung Günzing) überörtlich angebunden. Im Jahr 2010 wurde die in nordwestlicher Richtung verlaufende Umfahrung eröffnet. Die in südwestlicher Richtung verlaufende Umfahrungsstraße wurde 2014 fertiggestellt, um den Ortskern vom Schwerverkehr zu entlasten.[41][42] Die Autobahnanschlussstelle Amstetten Ost (A1/E60) befindet sich in 10 Kilometer Entfernung.
- Bahn: Durch das Gemeindegebiet verläuft die Bahnlinie (Wieselburg–Gresten), die vor der Umspurung eine Zweiglinie der Mariazellerbahn war. Heute dient die Bahnlinie nur dem Güterverkehr, der Personenverkehr wurde mit der Umspurung eingestellt. Die nächstgelegenen Bahnhöfe mit Personenverkehr sind Purgstall und Wieselburg mit Anschluss an die Westbahn in Pöchlarn sowie Blindenmarkt an der Westbahn.

### Bildung
In der Gemeinde gibt es eine Tagesbetreuungseinrichtung für Kleinkinder, einen Kindergarten, eine Volksschule, eine Mittelschule, sowie eine Musikschule.
Im Alten Rathaus wurde nach dessen Generalsanierung 2022 ein Bildungszentrum etabliert.

### Sport
In der Gemeinde Steinakirchen bestehen folgende Sportanlagen:
- Freibad Steinakirchen
- Beachvolleyball-Platz im Freibad
- Tennisplatz des TTSV
- Golfplatz Ernegg
- Fußballplatz des ÖTSU

## Politik

### Gemeinderat
| Der Gemeinderat hat 21 Mitglieder. - Mit den Gemeinderatswahlen in Niederösterreich 1990 hatte der Gemeinderat folgende Verteilung: 17 ÖVP, 2 Liste Leben in Steinakirchen und 2 SPÖ. - Mit den Gemeinderatswahlen in Niederösterreich 1995 hatte der Gemeinderat folgende Verteilung: 17 ÖVP, 2 Liste Leben in Steinakirchen, 1 SPÖ und 1 FPÖ. - Mit den Gemeinderatswahlen in Niederösterreich 2000 hatte der Gemeinderat folgende Verteilung: 17 ÖVP, 2 SPÖ, 1 Liste Leben in Steinakirchen und 1 FPÖ. - Mit den Gemeinderatswahlen in Niederösterreich 2005 hatte der Gemeinderat folgende Verteilung: 15 ÖVP, 4 SPÖ und 2 Liste Leben in Steinakirchen. - Mit den Gemeinderatswahlen in Niederösterreich 2010 hatte der Gemeinderat folgende Verteilung: 17 ÖVP und 4 SPÖ. - Mit den Gemeinderatswahlen in Niederösterreich 2015 hat der Gemeinderat folgende Verteilung: 16 ÖVP, 4 Liste Unabhängiges Soziales Steinakirchen und 1 FPÖ. - Mit den Gemeinderatswahlen in Niederösterreich 2020 hat der Gemeinderat folgende Verteilung: 14 ÖVP, 6 Liste Unabhängiges Soziales Steinakirchen und 1 FPÖ. - Mit den Gemeinderatswahlen in Niederösterreich 2025 hat der Gemeinderat folgende Verteilung: 14 ÖVP, 5 Liste Unabhängiges Soziales Steinakirchen und 2 FPÖ. | Die zur Anzeige dieser Grafik verwendete Erweiterung wurde dauerhaft deaktiviert. Wir arbeiten aktuell daran, diese und weitere betroffene Grafiken auf ein neues Format umzustellen. (Mehr dazu) |

### Bürgermeister
- 1850–1864 Adalbert Pokorny
- 1864–1873 Franz Schwarz
- 1873–1882 Konrad Porkorny
- 1882–1888 Engelbert Bayer
- 1888–1915 Georg Preindl
- 1915–1917 Ferdinand Senoner
- 1917–1931 Anton Aigner (CSP)
- 1931–1938 Josef Eppensteiner (CSP/VF)
- 1938–1945 Anton Aigner
- 1945–1955 Johann Bruckner (ÖVP)
- 1955–1972 Josef Eppensteiner (ÖVP)
- 1972–1989 Josef Hörhan (ÖVP)
- 1989–1998 Bruno Gabler (ÖVP)
- 1998–2014 Johann Schagerl (ÖVP)
- 2014–2023 Wolfgang Pöhacker (ÖVP)
- seit 2023 Christian Lothspieler (ÖVP)[54][55]

## Persönlichkeiten
- Michael Gutlederer (1859–1948), ein bekennender Nationalsozialist, vermachte sein gesamtes stattliches Vermögen der Marktgemeinde und wurde 1942 zum Ehrenbürger ernannt[56]. Als Dank wurde ihm ein zentraler Platz im Ort Steinakirchen gewidmet („Gutledererplatz“) sowie der höchste Punkt des Habergs nach seinem im Ersten Weltkrieg gefallenen Sohn Rudolf benannt (Rudolfshöhe). Ein dort errichteter Gedenkstein trägt die Inschrift: „Dem grossen Freund und Gönner der Marktgemeinde Steinakirchen a.F. Herrn Direktor Michael Gutlederer in Dankbarkeit gewidmet.“[57]
- Franz Mittner (1866–1941), Ehrenbürger ab 1921 anlässlich seiner 25-jährigen Tätigkeit in Steinakirchen als Arzt[58]
- Ignaz Trimmel (1868–1946), Pfarrer in Steinakirchen 1919–1939, Dechant 1920–1939, Mitbegründer des Raiffeisen Lagerhauses in Steinakirchen, Träger des Silbernen Ehrenzeichens für Verdienste um die Republik Österreich, Ehrenbürger von Steinakirchen seit 1927[59]
- Anton Aigner (1891–1975), Bürgermeister von Steinakirchen während des Nationalsozialismus, Ehrenbürger seit 1972 „für seine saubere, humanitäre Haltung in einer politisch schwierigen Zeit“[60]
- Engelbert Dollfuß (1892–1934), Ehrenbürger,[61][62] für eine Aberkennung gibt es Stand Juli 2023 keine Rechtsgrundlage[63]

Ehrenbürgerurkunde Engelbert Dollfuss

- Franz Gruber (1888–1949), Politiker (SPÖ)
- Karl Münichreiter (1891–1934), Widerstandskämpfer, geboren in Steinakirchen
- Karl Etlinger (1895–1959), Politiker (ÖVP)
- Leopold Winterer (1896–1946), Todesurteil nach § 1 KVG (Kriegsverbrechergesetz (KVG)) wegen dreifachen Mordes (vollstreckt am 10. Mai 1946)[64]
- Josef Eppensteiner (1904–1972), langjähriger Bürgermeister von Steinakirchen, Ökonomierat, Silbernes Verdienstzeichen der Republik Österreich, Ehrenbürger seit 1964 anlässlich seines 60. Geburtstages[65]
- Otto Gatterbauer (1907–1983), Pfarrer von Steinakirchen (1954–1982), Ehrenbürger ab 1967 anlässlich seines 60. Geburtstages[66]
- Anton Burger (* 1910), Kaplan in Steinakirchen 1938–1939, verhaftet am 25. April 1939, interniert im KZ Dachau vom 8. Februar 1941 bis 26. April 1945 aufgrund des Heimtückegesetzes[67][68]
- Karl Strässler (1910–1990), Gemeindearzt von Steinakirchen (1945–1974), Ehrenbürger ab 1970 anlässlich seines 60. Geburtstages[69]
- Franz Žak (1917–2004), Diözesanbischof von St. Pölten, Kaplan in Steinakirchen 1947–1948
- Franziska Steindl (* 1920 als Franziska Buchinger), Aufseherin im KZ Ravensbrück, heiratete dort SS Aufseher Franz Steindl, ihre Lebensgeschichte steht stellvertretend für die Rolle von Frauen im Nationalsozialismus, wurde angeklagt wegen Verbrechen gegen die Menschlichkeit (LG Wien Vg 3680/45), jedoch mangels an Beweisen freigesprochen[70]
- Andreas Maurer, ehemaliger Landeshauptmann von Niederösterreich, Ehrenbürger ab 1970 anlässlich der Eröffnung der Volksschule[71]
- Josef Hörhan, ehemaliger Bürgermeister von Steinakirchen, Ehrenbürger seit 1989[72]
- Johann Sengstschmid (* 1936), Klangreihenkomponist
- Rudolf Distelberger (1937–2011), Kunsthistoriker
- Friedrich Schragl (1937–2025), Kirchenhistoriker
- Engelbert Schaufler (1941–2000), Politiker (ÖVP)
- Anton Zeilinger (* 1945), Nobelpreisträger[73]
- Walter Sengstschmid (* 1947), Organist, Komponist und Chorleiter
- Franz Zehetgruber (1882–1970), Politiker (CSP)